# Чемпионат СССР по водному поло 1961
XXI чемпионат СССР по водному поло (XIX чемпионат для клубных команд) проходил с 4 июня по 4 декабря 1961 года. Победителем стало московское «Динамо».

## Общая информация
Медали чемпионата были разыграны командами класса «А», число которых по сравнению с прошлым сезоном было увеличено до 16. Сильнейший дивизион пополнили «Динамо» (Львов) и «Труд» (Московская область), занявшие в турнире 1960 года 1-е и 2-е место в классе «Б», а также «Буревестник» (Минск), «Динамо» (Таллин), «Молдова» (Кишинёв) и «Трудовые резервы» (Фрунзе), допущенные к участию в чемпионате в целях расширения географии водного поло и подготовки команд из союзных республик к Спартакиаде народов СССР 1963 года.
В связи с расширением класса «А» команды были разбиты на две группы, в которых провели круговые турниры. Команды, занявшие в группах 1—4-е места, продолжили борьбу за звание чемпиона СССР, а остальные разыграли итоговые 9—16-е места.
В пятый раз подряд чемпионский титул выиграло московское «Динамо» и в четвёртый раз подряд команда Николая Малина прошла весь турнир без поражений, однако судьба золотых медалей определилась в последний игровой день (4 декабря), когда состоялась переигровка опротестованного матча с ЦВСК ВМФ. В борьбе за бронзу команда МГУ, не проигравшая во втором круге финального турнира ни одного матча, опередила тбилисское «Динамо».
Приглашённые команды из Минска, Таллина, Кишинёва и Фрунзе замкнули турнирную таблицу, но им было гарантировано участие в чемпионате класса «А» и на следующий сезон. В класс «Б» выбыл занявший 12-е место ленинградский СКИФ.

## Предварительные игры

### Группа 1
Матчи прошли во Львове.
|                                | 1    | 2   | 3   | 4   | 5   | 6    | 7    | 8    | И | В | Н | П | М     | О  |
| ------------------------------ | ---- | --- | --- | --- | --- | ---- | ---- | ---- | - | - | - | - | ----- | -- |
| 1. ЦВСК ВМФ (Москва)           |      | 2:2 | 5:2 | 4:1 | 5:0 | 2:0  | 12:1 | 9:0  | 7 | 6 | 1 | 0 | 39:6  | 13 |
| 2. «Динамо» (Москва)           | 2:2  |     | 3:0 | 7:4 | 4:0 | 4:1  | 7:0  | 8:0  | 7 | 6 | 1 | 0 | 35:7  | 13 |
| 3. «Динамо» (Львов)            | 2:5  | 0:3 |     | 3:2 | 5:3 | 2:3  | 6:0  | 7:3  | 7 | 4 | 0 | 3 | 25:19 | 8  |
| 4. ККФ (Баку)                  | 1:4  | 4:7 | 2:3 |     | 1:1 | 4:3  | 8:1  | 7:0  | 7 | 3 | 1 | 3 | 27:19 | 7  |
| 5. «Торпедо» (Москва)          | 0:5  | 0:4 | 3:5 | 1:1 |     | 2:1  | 7:0  | 7:2  | 7 | 3 | 1 | 3 | 20:18 | 7  |
| 6. СКИФ (Ленинград)            | 0:2  | 1:4 | 3:2 | 3:4 | 1:2 |      | 6:0  | 13:1 | 7 | 3 | 0 | 4 | 27:15 | 6  |
| 7. «Трудовые резервы» (Фрунзе) | 1:12 | 0:7 | 0:6 | 1:8 | 0:7 | 0:6  |      | 3:2  | 7 | 1 | 0 | 6 | 5:48  | 2  |
| 8. «Молдова» (Кишинёв)         | 0:9  | 0:8 | 3:7 | 0:7 | 2:7 | 1:13 | 2:3  |      | 7 | 0 | 0 | 7 | 8:54  | 0  |

1-й тур. 4 июня
- ЦВСК ВМФ — «Торпедо» — 5:0
- «Динамо» М — «Трудовые резервы» — 7:0
- ККФ — «Молдова» — 7:0
- СКИФ Л — «Динамо» Лв — 3:2

2-й тур. 5 июня
- «Динамо» М — ККФ — 7:4
- ЦВСК ВМФ — СКИФ Л — 2:0
- «Динамо» Лв — «Трудовые резервы» — 6:0
- «Торпедо» — «Молдова» — 7:2

3-й тур. 6 июня
- «Торпедо» — СКИФ Л — 2:1[3]
- «Динамо» Лв — ККФ — 3:2
- «Динамо» М — «Молдова» — 8:0
- ЦВСК ВМФ — «Трудовые резервы» — 12:1

4-й тур. 7 июня
- ЦВСК ВМФ — ККФ — 4:1
- «Динамо» Лв — «Молдова» — 7:3
- СКИФ Л — «Трудовые резервы» — 6:0
- «Динамо» М — «Торпедо» — 4:0

5-й тур. 9 июня
- «Динамо» М — «Динамо» Лв — 3:0
- ККФ — СКИФ Л — 4:3
- «Торпедо» — «Трудовые резервы» — 7:0
- ЦВСК ВМФ — «Молдова» — 9:0

6-й тур. 10 июня
- «Динамо» Лв — «Торпедо» — 5:3
- ККФ — «Трудовые резервы» — 8:1
- «Динамо» М — ЦВСК ВМФ — 2:2
- СКИФ Л — «Молдова» — 13:1

7-й тур. 11 июня
- «Трудовые резервы» — «Молдова» — 3:2
- «Динамо» М — СКИФ Л — 4:1
- «Торпедо» — ККФ — 1:1
- ЦВСК ВМФ — «Динамо» Лв — 5:2

### Группа 2
Матчи прошли в Тбилиси.
|                                    | 1    | 2   | 3   | 4   | 5   | 6   | 7    | 8   | И | В | Н | П | М     | О  |
| ---------------------------------- | ---- | --- | --- | --- | --- | --- | ---- | --- | - | - | - | - | ----- | -- |
| 1. «Динамо» (Тбилиси)              |      | 2:0 | 4:0 | 2:0 | 1:1 | 6:2 | 10:4 | 7:0 | 7 | 6 | 1 | 0 | 32:7  | 13 |
| 2. МГУ (Москва)                    | 0:2  |     | 1:1 | 4:2 | 3:2 | 4:1 | 5:1  | 2:1 | 7 | 5 | 1 | 1 | 19:10 | 11 |
| 3. «Балтика» (Ленинград)           | 0:4  | 1:1 |     | 2:2 | 2:2 | 4:3 | 7:2  | 8:1 | 7 | 3 | 3 | 1 | 24:15 | 9  |
| 4. «Труд» (Калининград Моск. обл.) | 0:2  | 2:4 | 2:2 |     | 2:1 | 3:3 | 3:2  | 3:1 | 7 | 3 | 2 | 2 | 15:15 | 8  |
| 5. СКИФ (Киев)                     | 1:1  | 2:3 | 2:2 | 1:2 |     | 4:2 | 3:1  | 6:0 | 7 | 3 | 2 | 2 | 19:11 | 8  |
| 6. «Спартак» (Ленинград)           | 2:6  | 1:4 | 3:4 | 3:3 | 2:4 |     | 3:2  | 3:4 | 7 | 1 | 1 | 5 | 17:27 | 3  |
| 7. СКИФ (Минск)                    | 4:10 | 1:5 | 2:7 | 2:3 | 1:3 | 2:3 |      | 4:3 | 7 | 1 | 0 | 6 | 16:34 | 2  |
| 8. «Динамо» (Таллин)               | 0:7  | 1:2 | 1:8 | 1:3 | 0:6 | 4:3 | 3:4  |     | 7 | 1 | 0 | 6 | 10:33 | 2  |

1-й тур. 4 июня
- МГУ — СКИФ К — 3:2
- СКИФ Мн — «Динамо» Тл — 4:3
- «Спартак» — «Труд» — 3:3
- «Динамо» Тб — «Балтика» — 4:0

2-й тур. 5 июня
- СКИФ К — СКИФ Мн — 3:1
- «Балтика» — МГУ — 1:1
- «Динамо» Тб — «Спартак» — 6:2
- «Труд» — «Динамо» Тл — 3:1

3-й тур. 6 июня
- «Динамо» Тб — «Труд» — 2:0
- МГУ — «Спартак» — 4:1
- СКИФ К — «Динамо» Тл — 6:0
- «Балтика» — СКИФ Мн — 7:2

4-й тур. 7 июня
- СКИФ К — «Балтика» — 2:2
- МГУ — «Труд» — 4:2
- «Спартак» — СКИФ Мн — 3:2
- «Динамо» Тб — «Динамо» Тл — 7:0

5-й тур. 9 июня
- «Динамо» Тб — МГУ — 2:0
- СКИФ К — «Спартак» — 4:2
- «Труд» — СКИФ Мн — 3:2
- «Балтика» — «Динамо» Тл — 8:1

6-й тур. 10 июня
- МГУ — «Динамо» Тл — 2:1
- «Балтика» — «Спартак» — 4:3
- «Динамо» Тб — СКИФ Мн — 10:4
- «Труд» — СКИФ К — 2:1

7-й тур. 11 июня
- МГУ — СКИФ Мн — 5:1
- «Труд» — «Балтика» — 2:2
- «Динамо» Тл — «Спартак» — 4:3
- «Динамо» Тб — СКИФ К — 1:1

## Финальные игры

### За 1—8-е места
Первый круг финальных игр состоялся с 26 по 29 октября в Москве, где команды провели по 4 матча — против тех соперников, с которыми не встречались на предварительном этапе. Во втором круге, проведённом с 26 ноября по 4 декабря в Саратове, команды сыграли ещё по 7 матчей с каждым из соперников. Курсивом в турнирной таблице даны результаты матчей предварительного этапа, пошедшие в зачёт финального.
|                                    | 1       | 2       | 3       | 4       | 5       | 6       | 7       | 8       | И  | В  | Н | П  | М     | О  |
| ---------------------------------- | ------- | ------- | ------- | ------- | ------- | ------- | ------- | ------- | -- | -- | - | -- | ----- | -- |
| 1. «Динамо» (Москва)               |         | 2:2 4:2 | 2:1 2:2 | 6:4 4:2 | 7:4 4:2 | 3:0 5:0 | 4:1 5:2 | 9:2 5:2 | 14 | 12 | 2 | 0  | 62:26 | 26 |
| 2. ЦВСК ВМФ (Москва)               | 2:2 2:4 |         | 2:1 2:3 | 5:2 4:2 | 4:1 4:2 | 5:2     | 4:1 5:3 | 4:2 9:2 | 14 | 11 | 1 | 2  | 57:29 | 23 |
| 3. МГУ (Москва)                    | 1:2 2:2 | 1:2 3:2 |         | 0:2 4:4 | 3:2 3:3 | 7:3 5:3 | 1:1 5:3 | 4:2 3:2 | 14 | 7  | 4 | 3  | 42:33 | 18 |
| 4. «Динамо» (Тбилиси)              | 4:6 2:4 | 2:5 2:4 | 2:0 4:4 |         | 3:2 2:3 | 2:1 3:0 | 4:0 3:1 | 2:0 6:1 | 14 | 8  | 1 | 5  | 41:31 | 17 |
| 5. ККФ (Баку)                      | 4:7 2:4 | 1:4 2:4 | 2:3 3:3 | 2:3 3:2 |         | 2:3 3:3 | 2:2 5:5 | 2:4 2:1 | 14 | 2  | 4 | 8  | 35:48 | 8  |
| 6. «Динамо» (Львов)                | 0:3 0:5 | 2:5     | 3:7 3:5 | 1:2 0:3 | 3:2 3:3 |         | 3:1 3:4 | 2:2 6:1 | 14 | 3  | 2 | 9  | 31:48 | 8  |
| 7. «Балтика» (Ленинград)           | 1:4 2:5 | 1:4 3:5 | 1:1 3:5 | 0:4 1:3 | 2:2 5:5 | 1:3 4:3 |         | 2:2 4:3 | 14 | 2  | 4 | 8  | 30:49 | 8  |
| 8. «Труд» (Калининград Моск. обл.) | 2:9 2:5 | 2:4 2:9 | 2:4 2:3 | 0:2 1:6 | 4:2 1:2 | 2:2 1:6 | 2:2 3:4 |         | 14 | 1  | 2 | 11 | 26:60 | 4  |

1-й тур. 26 октября
- ЦВСК ВМФ — «Труд» — 4:2
- «Динамо» Тб — ККФ — 3:2
- МГУ — «Динамо» Лв — 7:3
- «Динамо» М — «Балтика» — 4:1

2-й тур. 27 октября
- ЦВСК ВМФ — «Балтика» — 4:1
- «Динамо» М — «Труд» — 9:2
- МГУ — ККФ — 3:2
- «Динамо» Тб  — «Динамо» Лв — 2:1

3-й тур. 28 октября
- «Динамо» М — МГУ — 2:1
- «Труд» — «Динамо» Лв — 2:2
- «Балтика» — ККФ — 2:2
- ЦВСК ВМФ — «Динамо» Тб — 5:2

4-й тур. 29 октября
- ЦВСК ВМФ — МГУ — 2:1
- «Динамо» М — «Динамо» Тб — 6:4
- «Динамо» Лв — «Балтика» — 3:1
- «Труд» — ККФ — 4:2

5-й тур. 26 ноября
- ЦВСК ВМФ — «Динамо» Лв — 5:2
- «Балтика» — ККФ — 5:5
- «Динамо» М — МГУ — 2:2
- «Динамо» Тб — «Труд» — 6:1

6-й тур. 27 ноября
- ЦВСК ВМФ — ККФ — 4:2
- «Динамо» М — «Балтика» — 5:2
- МГУ — «Динамо» Тб — 4:4
- «Динамо» Лв — «Труд» — 6:1

7-й тур. 28 ноября
- «Динамо» Лв — ККФ — 3:3
- «Динамо» М — ЦВСК ВМФ — 4:2[4]
- «Динамо» Тб — «Балтика» — 3:1
- МГУ — «Труд» — 3:2

8-й тур. 29 ноября
- «Динамо» М — ККФ — 4:2
- ЦВСК ВМФ — «Динамо» Тб — 4:2
- «Балтика» — «Труд» — 4:3
- МГУ — «Динамо» Лв — 5:3

9-й тур. 1 декабря
- «Динамо» М — «Динамо» Лв — 5:0
- ККФ — «Динамо» Тб — 3:2
- ЦВСК ВМФ — «Труд» — 9:2
- МГУ — «Балтика» — 5:3

10-й тур. 2 декабря
- МГУ — ЦВСК ВМФ — 3:2
- «Динамо» М — «Динамо» Тб — 4:2
- ККФ — «Труд» — 2:1
- «Балтика» — «Динамо» Лв — 4:3

11-й тур. 3 декабря
- «Динамо» Тб — «Динамо» Лв — 3:0
- «Динамо» М — «Труд» — 5:2
- ККФ — МГУ — 3:3
- ЦВСК ВМФ — «Балтика» — 5:3

### За 9—16-е места
Матчи прошли в Киеве. Команды играли против тех соперников, с которыми не встречались на предварительном этапе. Курсивом в турнирной таблице даны результаты матчей предварительного этапа, пошедшие в зачёт финального.
|                                 | 9    | 10  | 11  | 12   | 13  | 14   | 15  | 16   | И | В | Н | П | М     | О  |
| ------------------------------- | ---- | --- | --- | ---- | --- | ---- | --- | ---- | - | - | - | - | ----- | -- |
| 9. «Торпедо» (Москва)           |      | 3:3 | 1:2 | 2:1  | 4:3 | 10:0 | 7:0 | 7:2  | 7 | 5 | 1 | 1 | 34:11 | 11 |
| 10. СКИФ (Киев)                 | 3:3  |     | 4:2 | 4:7  | 3:1 | 6:0  | 7:2 | 8:0  | 7 | 5 | 1 | 1 | 35:15 | 11 |
| 11. «Спартак» (Ленинград)       | 2:1  | 2:4 |     | 3:2  | 3:2 | 3:4  | 8:2 | 4:1  | 7 | 5 | 0 | 2 | 25:16 | 10 |
| 12. СКИФ (Ленинград)            | 1:2  | 7:4 | 2:3 |      | 4:1 | 5:3  | 6:0 | 13:1 | 7 | 5 | 0 | 2 | 38:14 | 10 |
| 13. СКИФ (Минск)                | 3:4  | 1:3 | 2:3 | 1:4  |     | 4:3  | 6:1 | 5:2  | 7 | 3 | 0 | 4 | 22:20 | 6  |
| 14. «Динамо» (Таллин)           | 0:10 | 0:6 | 4:3 | 3:5  | 3:4 |      | 2:1 | 7:2  | 7 | 3 | 0 | 4 | 19:31 | 6  |
| 15. «Трудовые резервы» (Фрунзе) | 0:7  | 2:7 | 2:8 | 0:6  | 1:6 | 1:2  |     | 3:2  | 7 | 1 | 0 | 5 | 9:38  | 2  |
| 16. «Молдова» (Кишинёв)         | 2:7  | 0:8 | 1:4 | 1:13 | 2:5 | 2:7  | 2:3 |      | 7 | 0 | 0 | 7 | 10:47 | 0  |

1-й тур. 26 октября
- «Торпедо» — «Динамо» Тл — 10:0
- СКИФ К — «Трудовые резервы» — 7:2
- «Спартак» — «Молдова» — 4:1
- СКИФ Л — СКИФ Мн — 4:1

2-й тур. 27 октября
- «Торпедо» — СКИФ Мн — 4:3
- СКИФ Л — «Динамо» Тл — 5:3
- «Спартак» — «Трудовые резервы» — 8:2
- СКИФ К — «Молдова» — 8:0

3-й тур. 28 октября
- «Спартак» — СКИФ Л — 3:2
- «Торпедо» — СКИФ К — 3:3
- «Динамо» Тл — «Молдова» — 7:2
- СКИФ Мн — «Трудовые резервы» — 6:1

4-й тур. 29 октября
- «Спартак» Л — «Торпедо» — 2:1
- СКИФ Мн — «Молдова» — 5:2
- «Динамо» Тл — «Трудовые резервы» — 2:1
- СКИФ Л — СКИФ К — 7:4

## Призёры
«Динамо» (Москва): Юрий Григоровский, Борис Гришин, Анатолий Карташов, Владимир Клименко, Пётр Мшвениерадзе, Сергей Некрасов, Владимир Новиков, Юрий Шляпин, Анатолий Шуберт. Тренер — Николай Малин.
 ЦВСК ВМФ: Игорь Грабовский, Игорь Зингер, Юрий Копейкин, Алексей Куцев, Георгий Лезин, Сурен Маркаров, Валентин Прокопов, Владимир Семёнов, Александр Шидловский. Тренер — Борис Гойхман.
 МГУ: Эдуард Егоров, Николай Калашников, Лев Кондратов, Владимир Кузнецов, Владимир Куренной, Вячеслав Куренной, Алексей Мусаткин, Виктор Пирейко, Борис Попов, Владимир Рашмаджян, Виктор Сомов. Тренер — Андрей Кистяковский.